# Дибровка (Черниговская область)
Дибровка (укр. Дібрівка) — село в Корюковском районе Черниговской области Украины. Население 58 человек. Занимает площадь 0,21 км².
Почтовый индекс: 15676. Телефонный код: +380 4644.
17 июля 2020 года в результате административно-территориальной реформы Блистовский сельский совет вошёл в состав Менской городской общины Корюковского района Черниговской области.